# Bistum Toul

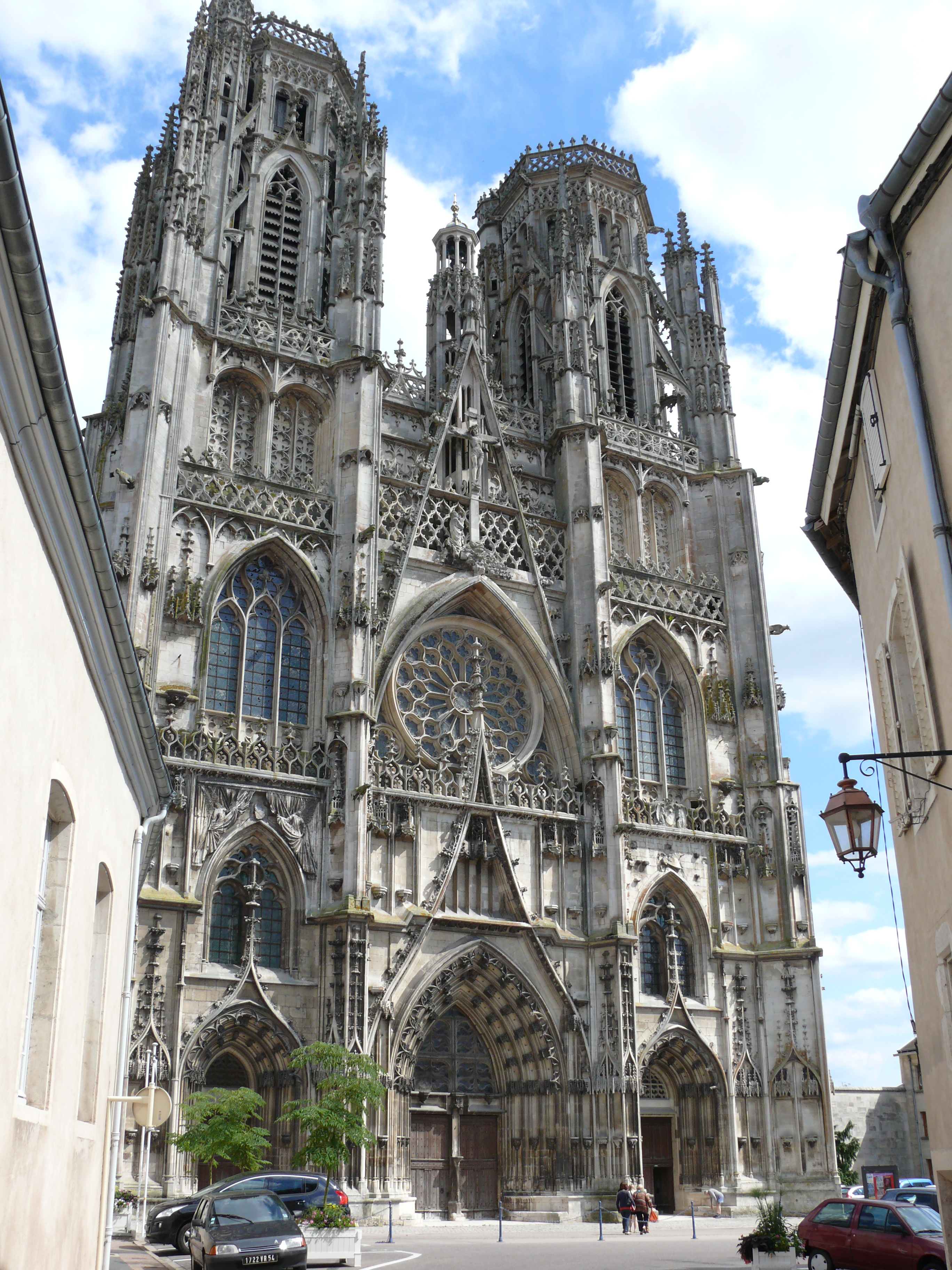
Kathedrale St. Etienne, Toul

Das Bistum Toul war ein Bistum in Lothringen. Es bestand von der Mitte des 4. Jahrhunderts bis zur Aufhebung 1801. Kathedrale war Saint-Étienne de Toul. Der weltliche Herrschaftsbereich der Bischöfe war das Hochstift Toul. Es gehörte bis in die Frühe Neuzeit zum Heiligen Römischen Reich und fiel danach an Frankreich. Im Jahr 1817 wurde ein neues Bistum Toul errichtet und 1824 mit dem Bistum Nancy vereinigt zum Bistum Nancy-Toul.

## Geschichte
Um die Mitte des 4. Jahrhunderts wurde das Bistum als Suffraganbistum von Trier aus gegründet. Das Bistum umfasste das Gebiet von den Vogesen bis in die Nähe der Marne. Das Bistum umfasste 1402 sechs Archidiakonate mit 23 Dekanaten und insgesamt 680 Pfarreien.
Das weltliche Gebiet des späteren Hochstifts begann sich etwa seit dem 7. Jahrhundert zu entwickeln. Es umfasste schließlich sechs Vogteien. Kennzeichnend war der große Unterschied zwischen dem recht großen geistlichen Gebiet des Bistums und des kleinen weltlichen Herrschaftsgebiets des Hochstifts zunächst mit der Stadt Toul als Zentrum.
Ab 925 gehörte das Bistum als Teil des Herzogtums Lothringen zum Heiligen Römischen Reich. Wie die beiden anderen Bistümer in Lothringen, Metz und Verdun, wurde Toul zu Lasten des neu gebildeten Herzogtums Lothringen reich ausgestattet. Die drei Lothringer Bistümer wurden auch als Drei Bistümer bezeichnet.
Seit Bischof Gerhard I. (963–994) bis zu Beginn des 12. Jahrhunderts kamen die meisten Bischöfe aus dem Reich. Bischof Brun von Toul, der ein Vetter Konrads II. war, wurde als Leo IX. im Jahr 1049 zum Papst gewählt. Die Kaiser versuchten kaum Einfluss auf die Bischofswahlen durch das Domkapitel zu nehmen. Das Bistum war eingebunden in die Reichspolitik der Ottonen und Salier. Allerdings hatte das recht kleine Hochstift nur ein vergleichsweise geringes eigenes Gewicht.
In geistiger Hinsicht war das Bistum im 10. und 11. Jahrhundert insbesondere unter Bischof Brun ein Zentrum der Kirchenreformbewegung. Seit Mitte des 11. Jahrhunderts wurden insbesondere von Adeligen zahlreiche Priorate der Benediktiner gegründet. Seit Ende des Jahrhunderts entstanden dann Reformklöster. Damit einher ging auch eine Verstärkung der geistlichen Tätigkeit der Bischöfe in der Diözese.
Seit Anfang des 12. Jahrhunderts bis in die Mitte des 13. Jahrhunderts wählte das Domkapitel hauptsächlich Bischöfe aus den Reihen des lothringischen Adels. Seit dem 12. Jahrhundert kam es zu einer wachsenden territorialen Konkurrenz zwischen dem Hochstift und den Herzögen von Lothringen. Zum Schutz wurde ab 1178 der Burgort Liverdun zu einem bedeutenden bischöflichen Stützpunkt ausgebaut.
Als es im 13. Jahrhundert mehrfach zu umstrittenen Wahlen gekommen war, übertrug Papst Nikolaus III. das Bistum 1278 an den aus Tübingen kommenden Franziskaner Konrad Probus. Dieser hat die Schirmvogtei an den Herzog von Lothringen übertragen. Damit gingen die weltlichen Herrschaftsrechte weitgehend auf die Herzöge über. Seit dieser Zeit spielte auch das Domkapitel bei der Bischofswahl kaum noch eine Rolle. Vielmehr setzten die Päpste meist Auswärtige in das Amt ein. Nachdem die Stadt Toul sich von der bischöflichen Herrschaft emanzipiert hatte, verlegten die Bischöfe ihre Residenz nach Liverdun.
1552 jedoch besetzte der französische König Heinrich II., der sich im Vertrag von Chambord mit einigen protestantischen Fürsten darüber verständigt hatte, die Städte Metz, Toul und Verdun. Karl V. misslang im folgenden Jahr die Rückeroberung von Metz, wodurch auch die Stadt Toul faktisch bei der französischen Krone verblieb. Das Bistum verblieb jedoch beim Reich; zur Zeit des Kaisers Maximilian II. hat der Bischof durch Zahlung von Abgaben an das Reich dessen Oberherrschaft noch einmal formal anerkannt. Im Westfälischen Frieden von 1648 wurde Frankreich der Besitz der Stadt und des Hochstifts Toul bestätigt.
Seit 1668 bestimmte der König von Frankreich den Kandidaten für das Bischofsamt. Im Jahr 1777 wurden als neue Bistümer Saint-Dié und Nancy abgetrennt. Das Bistum wurde 1801 infolge der Französischen Revolution aufgehoben. Das weltliche Territorium der drei Hochstifte Verdun, Toul und Metz bildeten bis zur Revolution die Provinz der drei Bistümer.
Im Jahr 1817 wurde das Bistum neu errichtet und 1824 mit dem Bistum Nancy zum Bistum Nancy-Toul vereinigt.